# Compsosoma nubilum
Compsosoma nubilum är en skalbaggsart som beskrevs av Pierre Émile Gounelle 1908. Compsosoma nubilum ingår i släktet Compsosoma och familjen långhorningar.
Artens utbredningsområde är:
- Paraguay.
- Venezuela.

Inga underarter finns listade i Catalogue of Life.